# Ron Boone
Ronald Bruce "Ron" Boone (nascut el 6 de setembre de 1946 a Oklahoma City, Oklahoma) és un exjugador de bàsquet nord-americà que va jugar vuit temporades a l'ABA i cinc més a l'NBA. Amb 1,88 metres d'alçada, jugava en la posició d'escorta.

## Trajectòria esportiva

### Universitat
Va jugar durant tres temporades amb els Bengals de la Universitat Estatal d'Idaho, on va fer una mitjana de 20,0 punts i 5,5 rebots per partit. En les seves dues últimes temporades va ser inclòs en el millor quintet de la Big Sky Conference.

### Professional

#### ABA
Va ser triat en l'onzena ronda, en el lloc 147 del Draft de l'NBA del 1968 pels Phoenix Suns, i també en la vuitena ronda del draft de l'ABA pels Dallas Chaparrals, triant aquesta última opció. En la seva primera temporada es va fer amb el lloc de titular, fent una mitjana de 18,9 punts, 5,9 rebots i 3,6 assistències, la qual cosa li va permetre ser triat en el Millor Quintet de rookies.
A mitjans de la temporada 1970-71 va ser traspassat juntament amb Glen Combs als Utah Stars, a canvi de Donnie Freeman i Wayne Hightower, on malgrat veure minvats els seus minuts de joc, va aconseguir només arribar-hi el seu únic títol de campió de l'ABA, derrotant en les Finals els Kentucky Colonels, ajudant a l'equip amb 15,8 punts i 5,8 rebots per partit. Aquesta temporada a més va disputar el primer dels All-Star Game als quals va ser convocat, i va anotar 6 punts en els seus escassos quatre minuts en pista.
Va jugar durant 5 temporades amb els Stars, sent triat en el segon Millor quintet de l'ABA el 1974 i en el millor a l'any següent, quan va jugar la seva millor temporada com a professional, fent una mitjana de 25,2 punts, 4,8 rebots i 4,4 assistències per partit. Poques setmanes després de començada la temporada 1975-76 la franquícia va desaparèixer, i va fitxar poc després pels Spirits of St. Louis, amb els quals va jugar l'últim any de competició de la lliga.
En les seves vuit temporades en l'ABA no es va perdre ni un partit, i conserva diversos rècords de la seva etapa amb els Chaparrals, entre ells el de 32 llançaments de tirs lliures anotats de forma consecutiva, el de 14 tirs de camp aconseguits en una part i el de 24 punts en un quart.

##### Assoliments en l'American Basketball Association (ABA)
- 3r màxim anotador de tots els temps (12.153)[12]
- 6è jugador amb major nombre d'assistències (2.569)
- 5è jugador amb més partits disputats (662)
- 5è jugador amb més minuts jugador (21.586)
- 2n jugador amb més faltespersonals comeses (2.245)
- 1r jugador amb més pilotes perdudes (2.327)

#### NBA
Després de la desaparició de l'ABA, es va produir un draft de dispersió i Boone fou triat en tercer lloc pels Kansas City Kings a canvi de 250.000 dòlars. Als Kings es va fer també amb la titularitat, sent en la seva primera temporada el màxim anotador de l'equip, amb 22,2 punts per partit, als quals va afegir 4,1 assistències i 3,9 rebots.
Després d'una temporada més a Kansas City, el 1978 fou traspassat al costat d'una segona futura ronda del Draft als Denver Nuggets a canvi de Darnell Hillman i els drets sobre Mike Evans; els Nuggets el van enviar als Los Angeles Lakers amb dues segones rondes a canvi de Charlie Scott. A l'equip californià, ja amb 32 anys, va assumir per primera vegada en la seva carrera el rol de suplent, rotant amb Adrian Dantley i Norm Nixon en els llocs més allunyats del cèrcol. Aquesta temporada les seves estadístiques van baixar fins als 7,4 punts i 1,9 assistències per partit.
Amb l'arribada de Magic Johnson a l'equip el 1979, els seus minuts de joc es van reduir sensiblement, sent traspassat després de 6 partits disputats als Utah Jazz a canvi d'una tercera ronda del draft. Als Jazz hi va recuperar el lloc de titular, però les seves estadístiques ja no van ser com els anys anteriors, quedant-se en la seva primera temporada en 12,9 punts i 4,0 assistències per partit. Va jugar una temporada més, retirant-se al final de la mateixa, després de 13 anys de carrera professional.

## Estadístiques de la seva carrera a l'ABA i l'NBA

### Temporada regular
| Temporada | Edat | Equip                | Lliga |      | TIT | MIN  | TC   | TCA  | %TC  | 3   | 3PA | %3   | TL  | TLA | %TL  | R.of. | R.DEF. | REB | ASIS | ROB | TAP | PER | FP  | PTES |
| 1968-69   | 22   | Dallas Chaparrals    | ABA   | 78   |     | 34.4 | 6.7  | 15.3 | .434 | 0.0 | 0.2 | .133 | 5.6 | 6.9 | .812 | 2.0   | 3.1    | 5.1 | 3.6  |     |     | 4.6 | 3.9 | 18.9 |
| 1969-70   | 23   | Dallas Chaparrals    | ABA   | 84   |     | 27.9 | 5.0  | 11.7 | .432 | 0.2 | 0.7 | .309 | 3.6 | 4.5 | .785 | 1.5   | 2.9    | 4.4 | 3.2  |     |     | 3.4 | 3.2 | 13.8 |
| 1970-71   | 24   | TOTAL                | ABA   | 86   |     | 28.8 | 7.1  | 16.2 | .437 | 0.6 | 1.6 | .355 | 3.2 | 4.2 | .779 | 2.6   | 4.0    | 6.6 | 3.0  |     |     | 3.2 | 3.5 | 18.0 |
| 1970-71   | 24   | Texas Chaparrals     | ABA   | 42   |     | 31.3 | 8.2  | 18.0 | .457 | 0.6 | 1.5 | .385 | 3.3 | 4.3 | .772 | 2.7   | 4.7    | 7.4 | 3.4  |     |     | 3.7 | 3.2 | 20.3 |
| 1970-71   | 24   | Utah Stars           | ABA   | 44   |     | 26.4 | 6.0  | 14.5 | .414 | 0.5 | 1.7 | .329 | 3.2 | 4.0 | .785 | 2.5   | 3.3    | 5.8 | 2.6  |     |     | 2.7 | 3.8 | 15.8 |
| 1971-72   | 25   | Utah Stars           | ABA   | 84   |     | 24.3 | 4.8  | 11.5 | .420 | 0.2 | 0.8 | .200 | 3.2 | 4.1 | .795 | 1.9   | 2.7    | 4.7 | 2.8  |     |     | 2.6 | 3.3 | 13.0 |
| 1972-73   | 26   | Utah Stars           | ABA   | 84   |     | 30.8 | 6.7  | 13.5 | .498 | 0.1 | 0.5 | .250 | 4.9 | 5.7 | .866 | 2.1   | 3.0    | 5.1 | 4.2  |     |     | 3.3 | 3.7 | 18.5 |
| 1973-74   | 27   | Utah Stars           | ABA   | 84   |     | 36.9 | 7.0  | 14.1 | .494 | 0.1 | 0.3 | .231 | 3.6 | 4.1 | .875 | 1.9   | 3.3    | 5.2 | 5.0  | 1.5 | 0.3 | 3.8 | 3.4 | 17.6 |
| 1974-75   | 28   | Utah Stars           | ABA   | 84   |     | 40.6 | 10.4 | 21.1 | .491 | 0.1 | 0.4 | .303 | 4.3 | 5.0 | .860 | 1.7   | 3.2    | 4.8 | 4.4  | 1.5 | 0.4 | 4.0 | 3.2 | 25.2 |
| 1975-76   | 29   | TOTAL                | ABA   | 78   |     | 38.0 | 9.1  | 18.8 | .486 | 0.2 | 0.6 | .372 | 3.6 | 4.1 | .871 | 1.5   | 2.6    | 4.1 | 5.0  | 2.0 | 0.2 | 3.5 | 3.1 | 22.0 |
| 1975-76   | 29   | Utah Stars           | ABA   | 16   |     | 39.8 | 10.4 | 21.2 | .490 | 0.1 | 0.5 | .250 | 5.3 | 6.2 | .859 | 1.3   | 3.2    | 4.5 | 4.7  | 1.7 | 0.1 | 3.6 | 2.8 | 26.2 |
| 1975-76   | 29   | Spirits of St. Louis | ABA   | 62   |     | 37.5 | 8.8  | 18.2 | .485 | 0.2 | 0.6 | .400 | 3.1 | 3.5 | .877 | 1.5   | 2.5    | 4.0 | 5.0  | 2.0 | 0.2 | 3.5 | 3.2 | 21.0 |
| 1976-77   | 30   | Kansas City Kings    | NBA   | 82   |     | 36.8 | 9.1  | 19.2 | .474 |     |     |      | 4.0 | 4.7 | .844 | 1.6   | 2.4    | 3.9 | 4.1  | 1.5 | 0.2 |     | 3.1 | 22.2 |
| 1977-78   | 31   | Kansas City Kings    | NBA   | 82   |     | 32.4 | 6.9  | 15.5 | .443 |     |     |      | 3.9 | 4.6 | .854 | 1.4   | 1.9    | 3.3 | 3.8  | 1.3 | 0.1 | 3.7 | 2.8 | 17.7 |
| 1978-79   | 32   | Los Angeles Lakers   | NBA   | 82   |     | 19.3 | 3.2  | 6.9  | .455 |     |     |      | 1.1 | 1.3 | .865 | 0.6   | 1.1    | 1.8 | 1.9  | 0.8 | 0.1 | 1.8 | 2.1 | 7.4  |
| 1979-80   | 33   | TOTAL                | NBA   | 81   |     | 29.5 | 5.0  | 11.3 | .443 | 0.2 | 0.6 | .380 | 2.2 | 2.4 | .893 | 0.7   | 2.1    | 2.8 | 3.8  | 1.2 | 0.0 | 2.4 | 2.9 | 12.4 |
| 1979-80   | 33   | Los Angeles Lakers   | NBA   | 6    |     | 17.7 | 2.3  | 6.7  | .350 | 0.0 | 0.0 |      | 1.0 | 1.2 | .857 | 0.7   | 1.2    | 1.8 | 1.2  | 0.8 | 0.0 | 2.2 | 2.2 | 5.7  |
| 1979-80   | 33   | Utah Jazz            | NBA   | 75   |     | 30.5 | 5.2  | 11.7 | .447 | 0.3 | 0.7 | .380 | 2.3 | 2.5 | .894 | 0.7   | 2.2    | 2.9 | 4.0  | 1.2 | 0.0 | 2.5 | 2.9 | 12.9 |
| 1980-81   | 34   | Utah Jazz            | NBA   | 52   |     | 22.0 | 3.1  | 7.1  | .431 | 0.2 | 0.8 | .282 | 1.4 | 1.8 | .798 | 0.3   | 1.3    | 1.6 | 3.1  | 0.6 | 0.2 | 2.1 | 2.4 | 7.8  |
| Total     |      |                      | TOTAL | 1041 |     | 31.1 | 6.6  | 14.2 | .461 | 0.2 | 0.6 | .304 | 3.5 | 4.2 | .837 | 1.6   | 2.6    | 4.2 | 3.7  | 1.3 | 0.2 | 3.2 | 3.1 | 16.8 |
|           |      |                      | ABA   | 662  |     | 32.6 | 7.1  | 15.3 | .465 | 0.2 | 0.6 | .296 | 4.0 | 4.8 | .830 | 1.9   | 3.1    | 5.0 | 3.9  | 1.6 | 0.3 | 3.5 | 3.4 | 18.4 |
|           |      |                      | NBA   | 379  |     | 28.5 | 5.6  | 12.4 | .454 | 0.2 | 0.7 | .337 | 2.6 | 3.0 | .854 | 1.0   | 1.8    | 2.8 | 3.4  | 1.1 | 0.1 | 2.6 | 2.7 | 13.9 |

### Playoffs
| Temporada | Edat | Equip              | Lliga |    | MIN  | TCA | TC   | 3PA | 3  | TLA | TL  | R.of. | REB | ASIS | ROB | TAP | PER | FP  | PTES | %TC  | %3   | %FT  | MIN  | PTES | REB | AST |
| 1968-69   | 22   | Dallas Chaparrals  | ABA   | 7  | 196  | 38  | 85   | 0   | 4  | 21  | 25  |       | 22  | 27   |     |     | 20  | 25  | 97   | .447 | .000 | .840 | 28.0 | 13.9 | 3.1 | 3.9 |
| 1969-70   | 23   | Dallas Chaparrals  | ABA   | 6  | 193  | 46  | 97   | 3   | 8  | 15  | 21  |       | 27  | 54   |     |     | 22  | 27  | 110  | .474 | .375 | .714 | 32.2 | 18.3 | 4.5 | 9.0 |
| 1970-71   | 24   | Utah Stars         | ABA   | 18 | 569  | 113 | 256  | 9   | 27 | 74  | 86  | 50    | 110 | 94   |     |     | 56  | 71  | 309  | .441 | .333 | .860 | 31.6 | 17.2 | 6.1 | 5.2 |
| 1971-72   | 25   | Utah Stars         | ABA   | 11 | 209  | 50  | 105  | 1   | 5  | 25  | 29  |       | 24  | 26   |     |     | 24  | 30  | 126  | .476 | .200 | .862 | 19.0 | 11.5 | 2.2 | 2.4 |
| 1972-73   | 26   | Utah Stars         | ABA   | 10 | 360  | 68  | 135  | 0   | 3  | 33  | 34  | 17    | 43  | 47   |     |     | 39  | 41  | 169  | .504 | .000 | .971 | 36.0 | 16.9 | 4.3 | 4.7 |
| 1973-74   | 27   | Utah Stars         | ABA   | 18 | 747  | 137 | 289  | 0   | 7  | 34  | 37  | 48    | 108 | 109  | 30  | 4   | 47  | 54  | 308  | .474 | .000 | .919 | 41.5 | 17.1 | 6.0 | 6.1 |
| 1974-75   | 28   | Utah Stars         | ABA   | 6  | 219  | 54  | 127  | 0   | 0  | 34  | 38  | 9     | 24  | 41   | 14  | 6   | 27  | 22  | 142  | .425 |      | .895 | 36.5 | 23.7 | 4.0 | 6.8 |
| 1978-79   | 32   | Los Angeles Lakers | NBA   | 8  | 226  | 37  | 77   |     |    | 20  | 21  | 7     | 15  | 14   | 9   | 0   | 14  | 28  | 94   | .481 |      | .952 | 28.3 | 11.8 | 1.9 | 1.8 |
| Total     |      |                    | TOTAL | 84 | 2719 | 543 | 1171 | 13  | 54 | 256 | 291 | 131   | 373 | 412  | 53  | 10  | 249 | 298 | 1355 | .464 | .241 | .880 | 32.4 | 16.1 | 4.4 | 4.9 |
|           |      |                    | ABA   | 76 | 2493 | 506 | 1094 | 13  | 54 | 236 | 270 | 124   | 358 | 398  | 44  | 10  | 235 | 270 | 1261 | .463 | .241 | .874 | 32.8 | 16.6 | 4.7 | 5.2 |
|           |      |                    | NBA   | 8  | 226  | 37  | 77   |     |    | 20  | 21  | 7     | 15  | 14   | 9   | 0   | 14  | 28  | 94   | .481 |      | .952 | 28.3 | 11.8 | 1.9 | 1.8 |